# Schattenblatt
Ein Schattenblatt ist ein Laubblatt einer Pflanze, welches an lichtarme Umgebung angepasst ist. Bei Laubbäumen befinden sich Schattenblätter besonders im inneren Teil der Krone oder auf der sonnenabgewandten Seite, während sich die Blätter im Äußeren der Krone sowie auf der Sonnenseite zu Sonnenblättern entwickeln. Die Blätter krautiger Pflanzen wie Spinat können sich je nach Schattigkeit des Standortes unterscheiden.

## Form und Anatomie

### Äußere Erscheinung
Große Unterschiede zwischen Sonnen- und Schattenblättern können ihre äußere Gestalt betreffen, wie z. B. bei Acker-Schmalwand oder Efeu. Die morphologischen Unterschiede können sich auf die Blattform wie die Blattdicke beziehen. Schattenblätter besitzen meist eine größere Spreite wie bei Rotbuche und sind in der Regel dünner als Sonnenblätter und damit oft heller.

Blutbuche
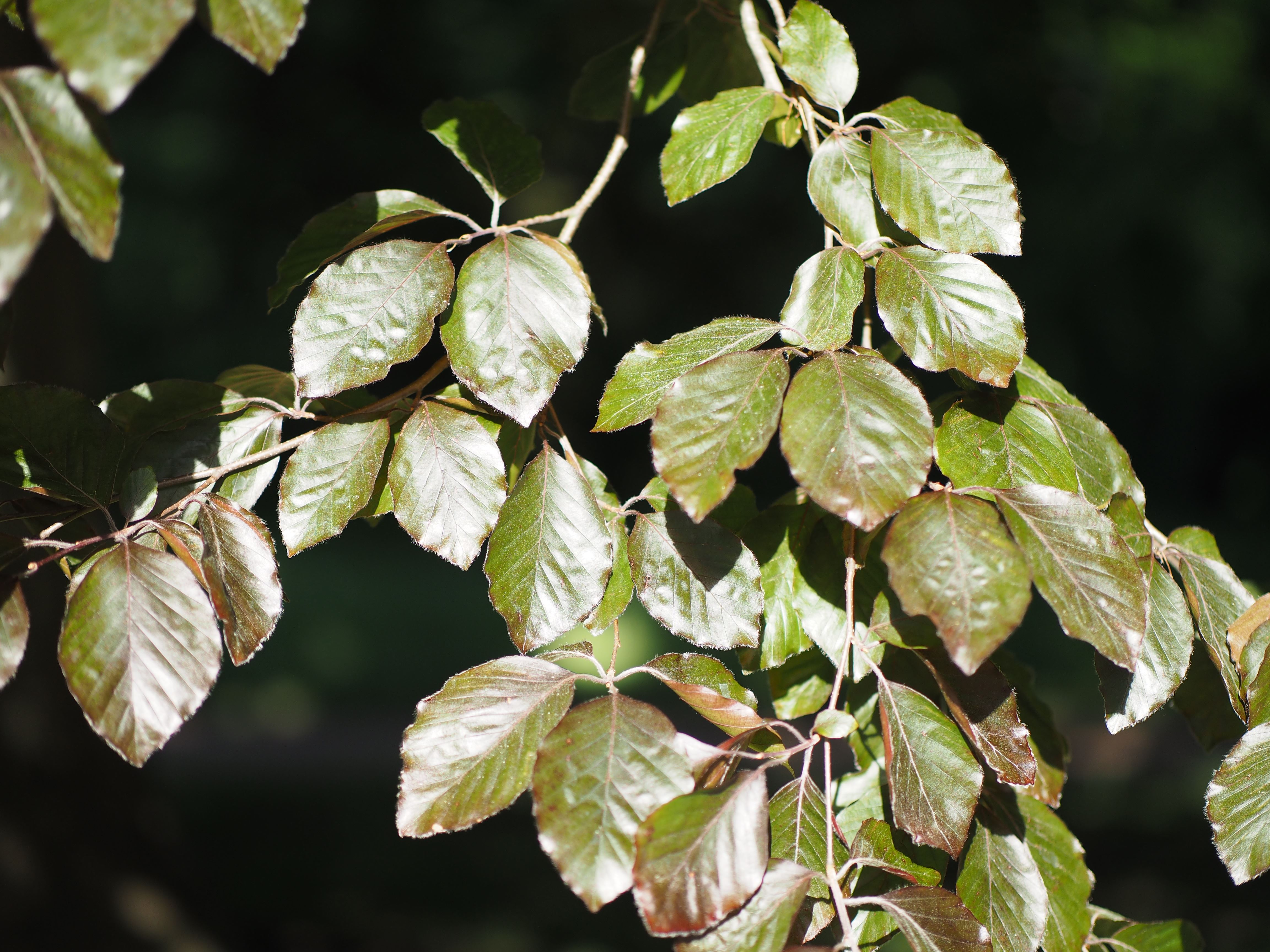
Schattenblätter (Ende Mai)
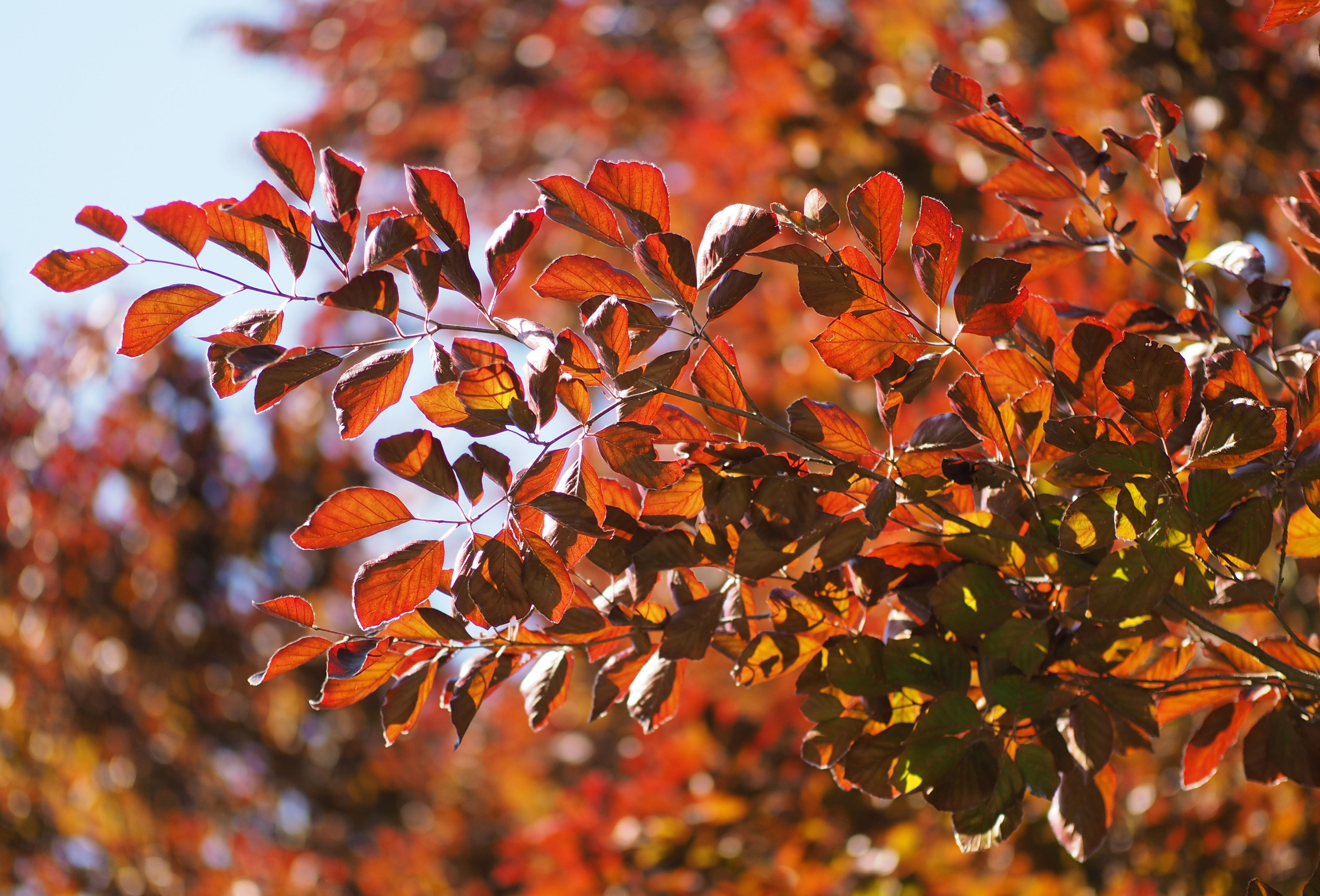
Sonnenblätter (Ende Mai)

### Innerer Aufbau

Anatomie eines Blattes

Die im Innern der Laubhülle vorhandenen Schattenblätter, die nur Streulicht jedoch kein direktes Sonnenlicht erhalten, weisen meist eine schwächere Cuticula auf als die äußeren sonnenexponierten Blätter (Sonnenblätter) und meist nur ein einschichtiges Palisadenparenchym. Daraus resultiert ihre geringere Dicke und ein geringeres Trockengewicht, auch bei größerer Oberfläche.
Schattenblätter weisen in der Regel einen geringeren Wassergehalt auf als Sonnenblätter. Das Leitbündelnetz im Schattenblatt ist relativ weniger ausgeprägt, die Aderung ist meist ärmer als beim Sonnenblatt, was der geringeren Verdunstung im Schattenbereich entspricht.

## Funktionen

### Photosynthese
Die Chloroplasten von Schattenblättern können deutlich mehr Thylakoide und bei gleicher Blattfläche mehr Chlorophylle aufweisen, was eine effektive Ausbeute der geringen Lichteinstrahlung ermöglicht. Außerdem ist das Verhältnis von Chlorophyll a zu Chlorophyll b verringert, dies wird als Anpassung an den hohen Anteil an Infrarotstrahlung im Schatten angesehen. Ebenfalls unterscheidet sich der Carotinoidgehalt. Auch im herbstlichen Laub verschieben sich die Werte zugunsten der (teils veränderten) Xanthophylle. Durch diese Modifikationen erreichen Schattenblätter bereits bei schwachem Licht ihre maximale Photosyntheseleistung.
In den unteren Bereichen von Laubbäumen wie Buchen sind äußerlich jedoch kaum Farbunterschiede zu erkennen, auch wenn sich die Pigmentgehalte unterscheiden. Aufgrund der trotz aller Anpassungen geringeren Photosyntheseleistung ist die CO2-Aufnahme und die metabolische Aktivität der Schattenblätter deutlich geringer als die der Sonnenblätter.

### Wärmeableitung
Die Wärmeableitfähigkeit von Schattenblättern ist meist deutlich höher als die der Sonnenblätter. Bei der Amerikanischen Weiß-Eiche betrug der Unterschied bei stiller Luft oder sanftem Aufwind etwa 20 %. Schattenblätter dienen demnach auch dazu, Wärme effektiver abzuleiten.